# غوردون ماير
غوردون ماير (بالإنجليزية: Gordon Mair)‏ هو مدرب كرة قدم ولاعب كرة قدم بريطاني، ولد في 18 ديسمبر 1958. لعب مع لينكولن سيتي أف سي.

## وصلات خارجية
- غوردون ماير على موقع قاعدة بيانات كرة القدم.إي يو (الإنجليزية)